# Bivibranchia
Bivibranchia es una género de peces de la familia Hemiodontidae en el orden de los Characiformes. Es un dulceacuícola tropical propio de América del Sur.

## Especies
Se reconocen las siguientes especies:
- Bivibranchia bimaculata (Vari, 1985)
- Bivibranchia fowleri (Steindachner, 1908)
- Bivibranchia notata (Vari & Goulding, 1985)
- Bivibranchia simulata (Géry, Planquette & Le Bail, 1991)
- Bivibranchia velox (C. H. Eigenmann & G. S. Myers, 1927)